# Филипеи
Филипеи (грч. Φιλιππαίοι) је насељено место у општини Гребен у периферији Западна Македонија, Грчка. Према попису из 2021. године било је 27 становника.
Филипеи је 1913. године имао 877 житеља Грка. Село се раније звало Филишта и словенског је порекла.